# Eudarcia orbiculidomus
Eudarcia orbiculidomus är en fjärilsart som beskrevs av Sakai och Saigusa 1999. Eudarcia orbiculidomus ingår i släktet Eudarcia och familjen äkta malar. Inga underarter finns listade i Catalogue of Life.